# Iizuka
Iizuka (飯塚市; -shi) é uma cidade japonesa localizada na prefeitura de Fukuoka.
Em 2003 a cidade tinha uma população estimada em 79 593 habitantes e uma densidade populacional de 1 108,52 h/km². Tem uma área total de 71,80 km².
Recebeu o estatuto de cidade a 20 de Janeiro de 1932.